# الخليف (المهرة)

تعديل مصدري - تعديل

الخليف هي إحدى قرى مديرية منعر التابعة لمحافظة المهرة، بلغ تعداد سكانها 67 نسمة حسب تعداد اليمن لعام 2004.